# Doris Schweizer
Doris Schweizer, née le 28 août 1989 à Rothenburg, est une coureuse cycliste professionnelle suisse. Elle est notamment championne de Suisse sur route en 2013 et du contre-la-montre en 2015 et 2016.

## Biographie
Au Tour de l'Ardèche 2016, sur la septième étape, elle contre quand Jessenia Meneses est reprise par le peloton. Elle a cinquante secondes d'écart à vingt kilomètres de l'arrivée puis s'impose seule.

## Palmarès
- 2007
  - 3e du championnat de Suisse contre-la-montre junior
- 2010
  - 3e du championnat de Suisse sur route
  - 8e du championnat d'Europe du contre-la-montre des moins de 23 ans
- 2011
  - 4e du championnat d'Europe du contre-la-montre des moins de 23 ans
- 2012
  - 2e du Tour de Berne
- 2013
  -  Championne de Suisse sur route
  - 1re étape du Tour du Trentin-Haut-Adige-Tyrol-du-Sud  (contre-la-montre par équipes)
  - 2e étape du Tour du Salvador (contre-la-montre par équipes)
  - 2e du championnat de Suisse contre-la-montre
  - 2e du Tour de Berne
- 2014
  - 1re étape du Tour de Bretagne
  - 2e du championnat de Suisse contre-la-montre
  - 3e du championnat de Suisse sur route
  -  Médaillée de bronze au championnat du monde du contre-la-montre par équipes
- 2015
  -  Championne de Suisse du contre-la-montre
  - Tour de Berne
  - 3e du championnat de Suisse sur route
- 2016
  -  Championne de Suisse sur route
  -  Championne de Suisse du contre-la-montre
  - 7e étape du Tour de l'Ardèche